# True (Unix)
true (/bin/true) ist ein Programm in Unix-Systemen. Sein Verhalten ist für UNIX-Systeme durch den POSIX-Standard genormt.
Das Programm liefert bei der Ausführung den Rückgabewert 0, welcher konventionsgemäß von Shells bzw. deren Verzweigungskonstrukten als logisches wahr bzw. richtig interpretiert wird. stdout bleibt leer. Sein sonstiges Verhalten entspricht dem anderer Kommandozeilenprogramme.
In manchen Shells ist true als  built-in ausgeführt, um den sonst notwendigen zusätzlichen fork() zu ersparen und damit die Ausführungsgeschwindigkeit zu verbessern, allerdings stellt der POSIX-Standard (Base Specifications Issue 7, 2018 Edition) fest, dass true aus Kompatibilitätsgründen weiterhin im Standard behalten wird. Unter Application Usage wird stattdessen das Null-Kommando (:) empfohlen.
Ebenso wie sein Schwesterprogramm false dient true dem Shellscripting, wo sie für Konditionsprüfungen eingesetzt werden.